# Ибн Васил
Абу Абдаллах Джамал ад-Дин Мухаммед ибн Васил (20 апреля 1208, Хама—1298, там же) — историк и государственный деятель Мамлюкского султаната.
Ибн Васил получил начальное образование под руководством своего отца, который был кади в Хаме и Маарре, а затем учителем в школе Насирийя в Иерусалиме. В период отсутствия отца на время хаджа (1227—1229) замещал его в школе Насирийя. В следующие два года продолжил своё образование в Дамаске и Халебе. В 1232 году присоединился кн Дауду, айюбидскому правителю Эль-Карака. Затем с 1234 г. состоял два года на службе аль-Музаффара II, правителя Хамы, по приказу которого помогал египетскому математику Алам ад-Дину Кайсару (известному как Таасиф) в создании обсерватории и различных астрономических инструментов. Затем Ибн Васил вернулся в Дамаск, где познакомился с курдским князем Хусам ад-Дином ибн Аби Али, чья дружба принесла ему большую пользу во время пребывания в Египте.
В августе 1261 года султан Бейбарс направил его в качестве своего посла ко двору Манфреда Сицилийского. Ибн Васил посвятил Манфреду свой трактат по логике, текст которого не сохранился. Около 1264/5 года Ибн Васил вернулся в родной город, где был назначен главным кади. Много времени уделял написанию различных трудов. В конце жизни ослеп. Скончался в Хаме.
Его главный труд Муфарридж ал-куруб фи ахбар бани Аййуб («Рассеиватель тревог, касающихся истории Айюбидов»), законченный в 1285 году, начинается с эпохи Зангидов и завершается 1263 годом, но по большей части повествует о деятельности Саладина.